# 厦门东海职业技术学院
厦门东海职业技术学院是中华人民共和国的一所全日制专科民办普通高等职业学校，位于福建省厦门市同安区。
2002年8月，厦门东海职业技术学院成立。
校区第一期占地260亩。